# レロス島

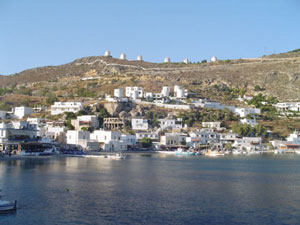
レロス島

レロス島（レロスとう、Leros）は、エーゲ海南部、ギリシャのドデカネス諸島に属する島で、基礎自治体でもある。アテネの外港であるピレウス港から317 kmの距離があり、フェリーで11時間かかる（アテネからのフライトでは45分）。カリムノス県の一部である。イタリア語でLèro、トルコ語でİleriyeと呼ばれている。

## 歴史

### 古代
この島にはかつて女神アルテミスの神殿があったとされている。